# Grande Entrevista
Grande Entrevista é um programa de entrevistas transmitida até 2012 na RTP1, passando depois para a RTP Informação (atual RTP3). Foi inicialmente apresentado por Judite de Sousa até 2011, ano em que mudou para a TVI, depois por Sandra Sousa, e atualmente é apresentado por Vítor Gonçalves. O programa, como o nome indica, consiste numa entrevista a uma personalidade relevante do mundo da política, dos negócios, da cultura ou do desporto portuguesa.